# 澤列涅 (巴爾區)
48°53′22″N 27°44′25″E / 48.88944°N 27.74028°E
澤列涅（烏克蘭語：Зелене），是烏克蘭的村落，位於該國西南部文尼察州，由日梅林卡區負責管轄，始建於1929年，面積0.43平方公里，海拔高度286米，2001年人口176，人口密度每平方公里405.53人。